# Guapira
Genre
Guapira est un genre de plantes de la famille des Nyctaginaceae. Ce sont des arbustes ou arbrisseaux du Néotropique. L'espèce type est Guapira guianensis Aubl..

## Histoire naturelle
En 1775, le botaniste Aublet propose la diagnose suivante : 
« GUAPIRA. (Tabula 119.) 

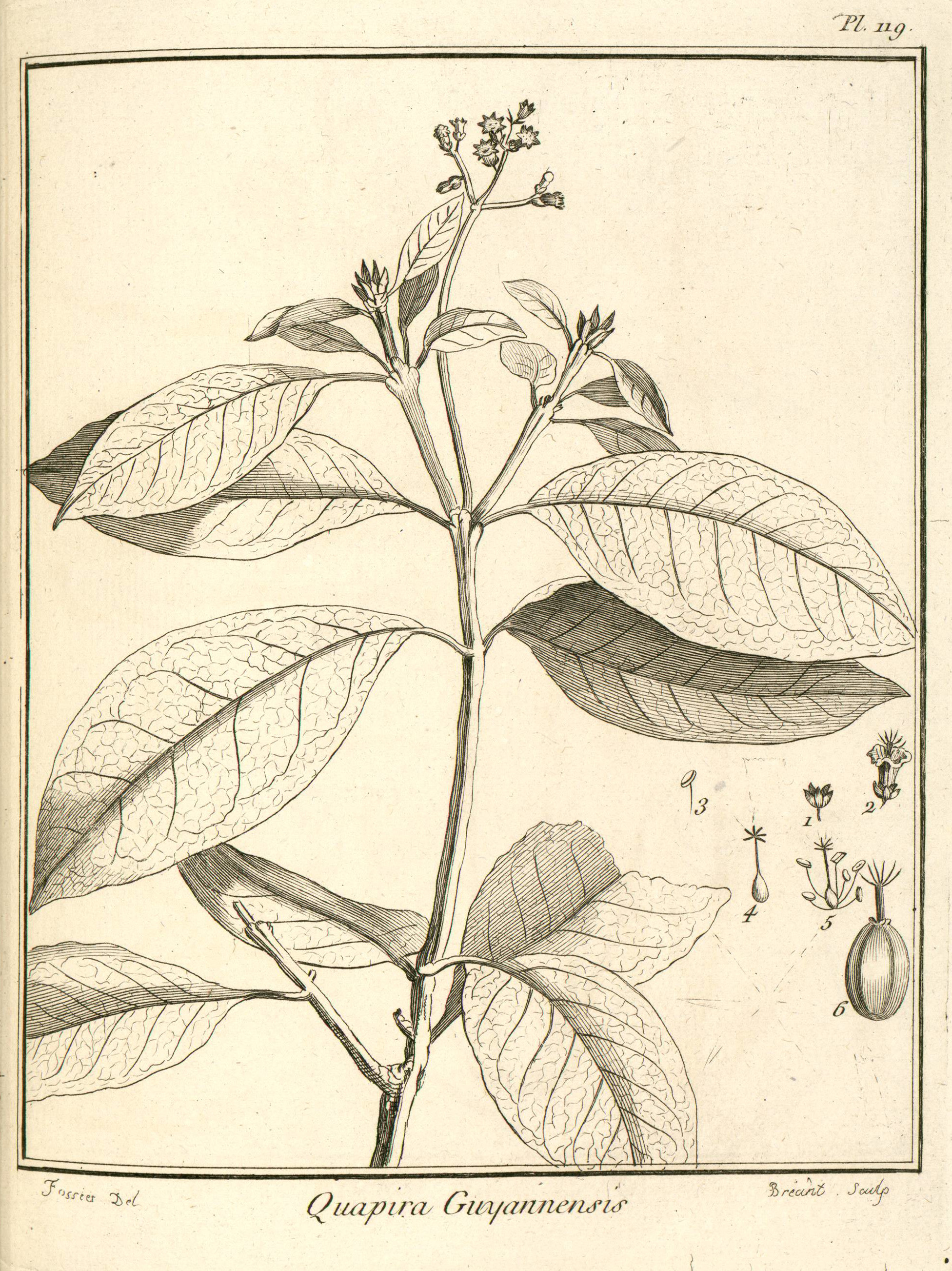
Guapira guianensis : Planche 119 accompagnant la description du genre Guapira par Aublet (1775) Explication de la Planche cent dixneuvième : 1. Calice. - 2. Fleur épanouie. - 3. Étamine. - 4. Ovaire. Style. Stigmates. - 5. Piſtil Étamines. - 6. Baie avec le ſtyle qui ne tombe pas.

CAL. Perianthium tetraphyllum & pentaphyllum, foliolis brevibus, ſubrotundis, acutis. 
COR. monopetala, tubuloſa, limbo patente, quadri vel quinque-dentato. 
STAM. Filamenta ſex, tria longiora, tria breviora, receptaculo piſtilli inſerta. 
PIST. Germen ovatum. Stylus cylindraceus. Stigma quinque vel ſex-fidum; laciniis linearibus, acutis. 
PER. Drupa monoſperma, ovata, ſexſtriata, coronata denticulis corollæ, quæ evadit pulpoſa. 

SEM. unicum, membranâ albâ obvolutum. »

## Liste d'espèces
Selon BioLib (7 août 2018) :
- Guapira discolor (Spreng.) Little
- Guapira fragrans (Dum.-Cours.) Little
- Guapira globosa (Small) Little
- Guapira obtusata (Jacq.) Little

Selon Catalogue of Life (7 août 2018) :
- Guapira acuminata Lundell
- Guapira amacurensis J.A. Steyermark
- Guapira areolata (Heimerl) Lundell
- Guapira bolivarensis J.A. Steyermark
- Guapira boliviana (Britton) Lundell
- Guapira brevipetiolata (Heimerl) Alain
- Guapira cafferana (Casar.) Lundell
- Guapira cajalbanensis M.A. Díaz Dumas
- Guapira campestris (Netto) Lundell
- Guapira clarensis A. Borhidi
- Guapira combretiflora (Mart. ex J. A. Schmidt) Lundell
- Guapira costaricana
- Guapira cuspidata (Heimerl) Lundell
- Guapira discolor (Spreng) Little
- Guapira domingensis (Heimerl) Alain
- Guapira eggersiana (Heimerl) Lundell
- Guapira ferruginea (Klotzsch ex Choisy) Lundell
- Guapira floribunda (Hook. fil.) Lundell
- Guapira fragrans (Dum. Cours.) Little
- Guapira glabriflora J.A. Steyermark
- Guapira globosa (Small) Little
- Guapira graciliflora (Mart. ex J. A. Schmidt) Lundell
- Guapira guianensis Aubl.
- Guapira hirsuta (Choisy) Lundell
- Guapira hoehnei (Standl. ex Hoehne) Angely.
- Guapira insularis (Standl.) Lundell
- Guapira kanukuensis (Standl.) Lundell
- Guapira laxa (Netto) Furlan
- Guapira laxiflora (Choisy) Lundell
- Guapira leonis (Standl.) Lundell
- Guapira ligustrifolia (Heimerl) Lundell
- Guapira linearibracteata (Heimerl) Lundell
- Guapira loefgrenii (Standl.) Lundell
- Guapira longicuspis Lundell
- Guapira marcano-bertii J.A. Steyermark
- Guapira microphylla (Heimerl) Lundell
- Guapira myrtiflora (Standl.) Little
- Guapira neblinensis B. Maguire & J.A. Steyermark
- Guapira nitida (Mart. ex J. A. Schmidt) Lundell
- Guapira noxia (Netto) Lundell
- Guapira obtusata
- Guapira obtusiloba (Huber) Lundell
- Guapira olfersiana (Link, Klotzsch & Otto) Lundell
- Guapira ophiticola A. Borhidi
- Guapira opposita (Vell.) Reitz
- Guapira pacurero (Kunth) Little
- Guapira paraguayensis (Heimerl) Lundell
- Guapira peninsularis M.A. Díaz Dumas
- Guapira pernambucensis (Casar.) Lundell
- Guapira petenensis (Lundell) Lundell
- Guapira potosina (Standl.) Lundell
- Guapira psammophila (Mart. ex J.A. Schmidt) Angely
- Guapira pubescens (Kunth) Lundell
- Guapira reticulata Alain
- Guapira riedeliana (Fisch.) Lundell
- Guapira rotundata
- Guapira rufescens (Heimerl) Lundell
- Guapira rusbyana (Heimerl ex Standl.) Lundell
- Guapira salicifolia (Heimerl) Lundell
- Guapira sancarlosiana J.A. Steyermark
- Guapira sipapoana J.A. Steyermark
- Guapira snethlagei (Standl.) Lundell
- Guapira standleyana R. E. Woodson
- Guapira suspensa (Heimerl) Lundell
- Guapira tomentosa (Casar.) Lundell
- Guapira uberrima (Standl.) Lundell
- Guapira venosa (Choisy) Lundell
- Guapira witsbergeri C.L. Lundell

Selon GRIN (7 août 2018) :
- Guapira discolor (Spreng.) Little

Selon ITIS (7 août 2018) :
- Guapira discolor (Spreng.) Little
- Guapira fragrans (Dum. Cours.) Little
- Guapira obtusata (Jacq.) Little

Selon NCBI (7 août 2018) :
- Guapira discolor (Spreng.) Little
- Guapira eggersiana (Heimerl) Lundell
- Guapira fragrans (Dum.Cours.) Little
- Guapira graciliflora (Mart. ex J.A.Schmidt) Lundell, 1968
- Guapira hirsuta (Choisy) Lundell, 1968
- Guapira laxa (Netto) Furlan, 2014
- Guapira macrocarpa
- Guapira noxia (Netto) Lundell, 1968
- Guapira obtusata (Jacq.) Little
- Guapira opposita (Vell.) Reitz
- Guapira petenensis (Lundell) Lundell
- Guapira riedeliana (Fisch.) Lundell
- Guapira standleyana Woodson
- Guapira venosa (Choisy) Lundell, 1968

Selon The Plant List (7 août 2018) :
- Guapira acuminata Lundell
- Guapira amacurensis Steyerm.
- Guapira asperula (Standl.) Lundell
- Guapira bolivarensis Steyerm.
- Guapira boliviana (Britton) Lundell
- Guapira brevipetiolata (Heimerl) Alain
- Guapira cafferana (Casar.) Lundell
- Guapira cajalbanensis M.A.Díaz
- Guapira campestris (Netto) Lundell
- Guapira clarensis Borhidi
- Guapira combretiflora (Mart. ex J.A.Schmidt) Lundell
- Guapira costaricana (Standl.) Woodson
- Guapira cuspidata (Heimerl) Lundell
- Guapira discolor (Spreng.) Little
- Guapira domingensis (Heimerl) Alain
- Guapira eggersiana (Heimerl) Lundell
- Guapira ferruginea (Klotzsch ex Choisy) Lundell
- Guapira fragrans (Dum.Cours.) Little
- Guapira glabriflora Steyerm.
- Guapira globosa (Small) Little
- Guapira graciliflora (Mart. ex J.A.Schmidt) Lundell
- Guapira guianensis Aubl.
- Guapira harrisiana (Heimerl) Lundell
- Guapira hasslerana (Heimerl) Lundell
- Guapira hirsuta (Choisy) Lundell
- Guapira hoehnei (Standl.) Lundell
- Guapira insularis (Standl.) Lundell
- Guapira kanukuensis (Standl.) Lundell
- Guapira laxiflora (Choisy) Lundell
- Guapira leonis (Standl.) Lundell
- Guapira ligustrifolia (Heimerl) Lundell
- Guapira loefgrenii (Standl.) Lundell
- Guapira longicuspis Lundell
- Guapira luteovirens (Heimerl) Lundell
- Guapira marcano-bertii Steyerm.
- Guapira microphylla (Heimerl) Lundell
- Guapira myrtiflora (Standl.) Little
- Guapira neblinensis Maguire & Steyerm.
- Guapira noxia (Netto) Lundell
- Guapira obtusata (Jacq.) Little
- Guapira obtusiloba (Huber) Lundell
- Guapira ophiticola Borhidi
- Guapira opposita (Vell.) Reitz
- Guapira pacurero (Kunth) Little
- Guapira paraguayensis (Heimerl) Lundell
- Guapira parvifolia (Standl.) Lundell
- Guapira peninsularis M.A.Díaz
- Guapira pernambucensis (Casar.) Lundell
- Guapira petenensis (Lundell) Lundell
- Guapira potosina (Standl.) Lundell
- Guapira psammophila (Mart. ex J.A.Schmidt) Angely.
- Guapira pubescens (Kunth) Lundell
- Guapira reticulata Alain
- Guapira riedeliana (Fisch.) Lundell
- Guapira rotundata (Griseb.) Lundell
- Guapira rotundifolia (Heimerl) Lundell
- Guapira rufescens (Heimerl) Lundell
- Guapira rusbyana (Standl.) Lundell
- Guapira salicifolia (Heimerl) Lundell
- Guapira sancarlosiana Steyerm.
- Guapira sipapoana Steyerm.
- Guapira snethlagei (Standl.) Lundell
- Guapira suborbiculata (Hemsl. ex Duss) Lundell
- Guapira suspensa (Heimerl) Lundell
- Guapira tomentosa (Casar.) Lundell
- Guapira uberrima (Standl.) Lundell
- Guapira uleana (Heimerl) Lundell
- Guapira venosa (Choisy) Lundell
- Guapira witsbergeri Lundell

Selon Tropicos (7 août 2018) (Attention liste brute contenant possiblement des synonymes) :
- Guapira acuminata Lundell
- Guapira amacurensis Steyerm.
- Guapira areolata (Heimerl) Lundell
- Guapira asperula (Standl.) Lundell
- Guapira ayacuchae Steyerm.
- Guapira bolivarensis Steyerm.
- Guapira boliviana (Britton ex Rusby) Lundell
- Guapira bracei (Britton) Little
- Guapira brevipetiolata (Heimerl) Alain
- Guapira broadwayana (Heimerl) Lundell
- Guapira cafferiana (Casar.) Lundell
- Guapira cajalbanensis M.A. Díaz
- Guapira campestris (Netto) Lundell
- Guapira cephalantha (Standl. ex Pittier) Lundell
- Guapira clarensis Borhidi
- Guapira combretiflora (Mart.) Lundell
- Guapira coriifolia (Heimerl) Lundell
- Guapira costaricana (Standl.) Woodson
- Guapira cuspidata (Heimerl) Lundell
- Guapira davidsei Steyerm.
- Guapira discolor (Spreng.) Little
- Guapira domingensis Alain
- Guapira dussii (Standl.) Lundell
- Guapira eggersiana (Heimerl) Lundell
- Guapira ferruginea (Klotzsch ex Choisy) Lundell
- Guapira floribunda (Hook. f.) Lundell
- Guapira floridana (Britton) Lundell
- Guapira fragrans (Dum. Cours.) Little
- Guapira glabriflora Steyerm.
- Guapira globosa (Small) Little
- Guapira graciliflora (Mart. ex J.A. Schmidt) Lundell
- Guapira guianensis Aubl.
- Guapira harrisiana (Heimerl) Lundell
- Guapira hassleriana (Heimerl) Lundell
- Guapira heimerliana (Standl.) Lundell
- Guapira hirsuta (Choisy) Lundell
- Guapira hoehnei (Standl.) Lundell
- Guapira insularis (Standl.) Lundell
- Guapira itzana Lundell
- Guapira kanukuensis (Standl.) Lundell
- Guapira laxa (Netto) Furlan
- Guapira laxiflora (Choisy) Lundell
- Guapira leonis (Standl.) Lundell
- Guapira ligustrifolia (Heimerl) Lundell
- Guapira linearibracteata (Heimerl) Lundell
- Guapira loefgrenii (Standl.) Lundell
- Guapira longicuspis Lundell
- Guapira longifolia (Heimerl) Little
- Guapira luteovirens (Heimerl) Lundell
- Guapira macrocarpa (Miranda) Miranda
- Guapira marcano-bertii Steyerm.
- Guapira microphylla (Heimerl) Lundell
- Guapira myrtiflora (Standl.) Little
- Guapira neblinensis Maguire & Steyerm.
- Guapira nitida (J.A. Schmidt) Lundell
- Guapira noxia (Netto) Lundell
- Guapira obtusata (Jacq.) Little
- Guapira obtusiloba (Huber) Lundell
- Guapira olfersiana (Link, Klotzsch & Otto) Lundell
- Guapira ophiticola Borhidi
- Guapira opposita (Vell.) Reitz
- Guapira pacurero (Kunth) Little
- Guapira paraguayensis (Heimerl) Lundell
- Guapira parvifolia (Standl.) Lundell
- Guapira peninsularis M.A. Díaz
- Guapira pernambucensis (Casar.) Lundell
- Guapira petenensis (Lundell) Lundell
- Guapira potosina (Standl.) Lundell
- Guapira psammophila Angely
- Guapira pubescens (Kunth) Lundell
- Guapira reticulata Alain
- Guapira riedeliana (Fisch.) Lundell
- Guapira rotundata (Griseb.) Lundell
- Guapira rotundifolia (Heimerl) Lundell
- Guapira rufescens (Heimerl) Lundell
- Guapira rusbyana (Heimerl ex Standl.) Lundell
- Guapira salicifolia (Heimerl) Lundell
- Guapira sancarlosiana Steyerm.
- Guapira schomburgkiana (Heimerl) Lundell
- Guapira sipapoana Steyerm.
- Guapira snethlagei (Standl.) Lundell
- Guapira standleyana Woodson
- Guapira suborbiculata (Hemsl.) Lundell
- Guapira suspensa (Heimerl) Lundell
- Guapira tomentosa (Casar.) Lundell
- Guapira uberrima (Standl.) Lundell
- Guapira uleana (Heimerl) Lundell
- Guapira venosa (Choisy) Lundell
- Guapira warmingii (Heimerl) Lundell
- Guapira witsbergeri Lundell

## Publication originale
- (fr) et (la) Fusée-Aublet, 1775 : Histoire des Plantes de la Guiane Françoise[10]. vol. 1, p. 1-621[1] (texte intégral).